# 서울국제청소년영화제
서울국제청소년영화제(서울國際靑少年映畵祭,Seoul International Youth Film Festival, SIYFF)는 매년 여름 대한민국 서울시에서 개최되는 국제 영화제이며, 한국 6대 국제영화제 중 하나이다. 1999년 제 1회 서울국제 청소년 영화제-“영상 키드 모여라”를 시작으로 2015년 17회를 맞이하고 있으며, 사단법인 “서울국제청소년영화제”가 주최한다. 현재 아시아 최대 규모의 영화제로 성장하였으며, 부분 경쟁을 도입한 비경쟁 영화제로 일반 성인과 청소년들의 단편 영화가 경쟁부문에 속한다. 세계 각 국의 영화제와의 긴밀한 연대를 통해 우수한 해외 단편, 성장, 가족 영화를 소개하고, 영화제 기간 중에는 캠프 등을 마련하여 전 세계 청소년들이 영화에 대한 이해와 제작을 할 수 있는 기회를 제공하며, 해외의 청소년들에게 한국의 문화에 대한 이해를 돕는 역할도 하고 있다.

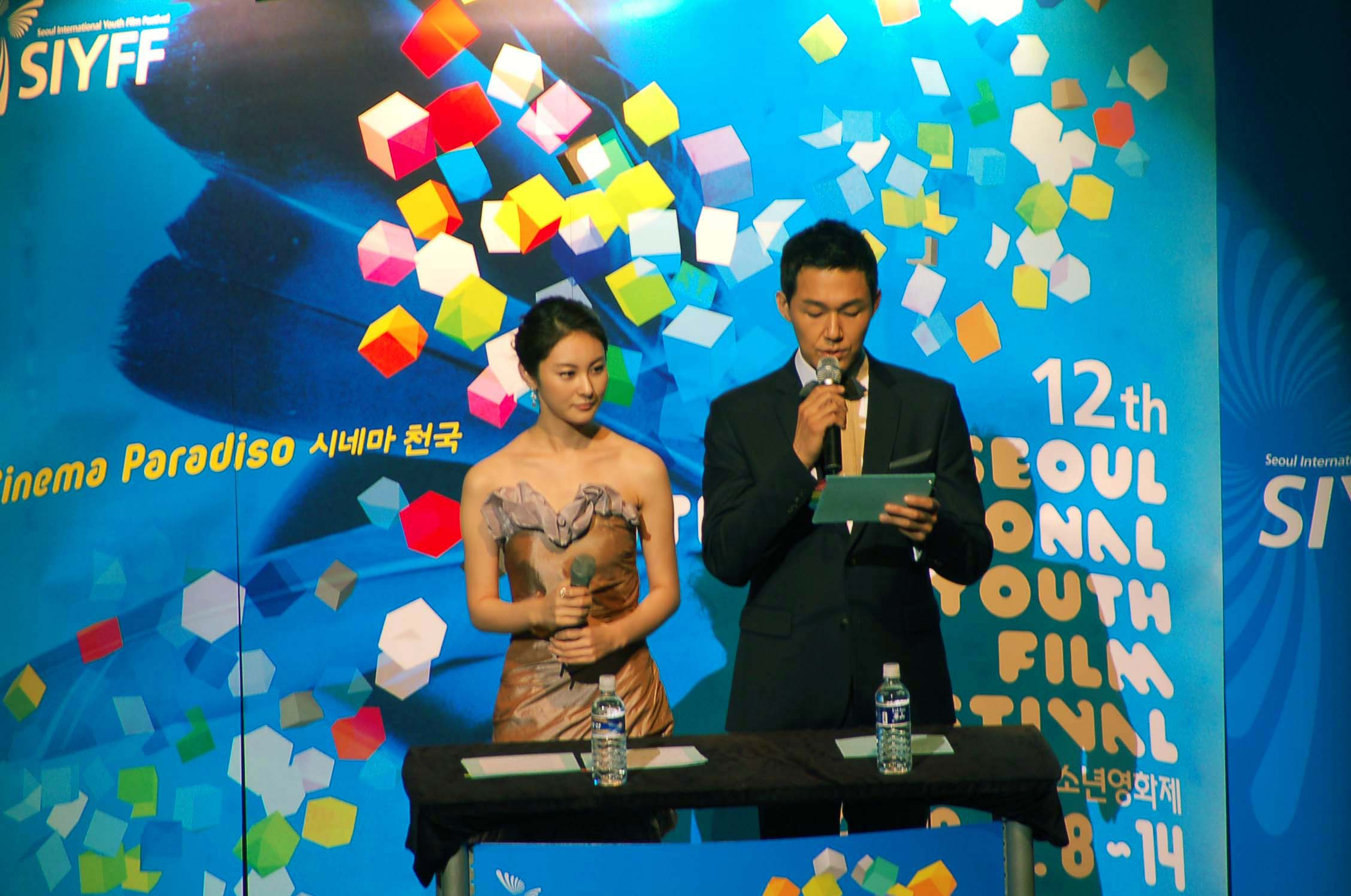
12회 서울국제청소년영화제 사회(손은서, 박성웅)

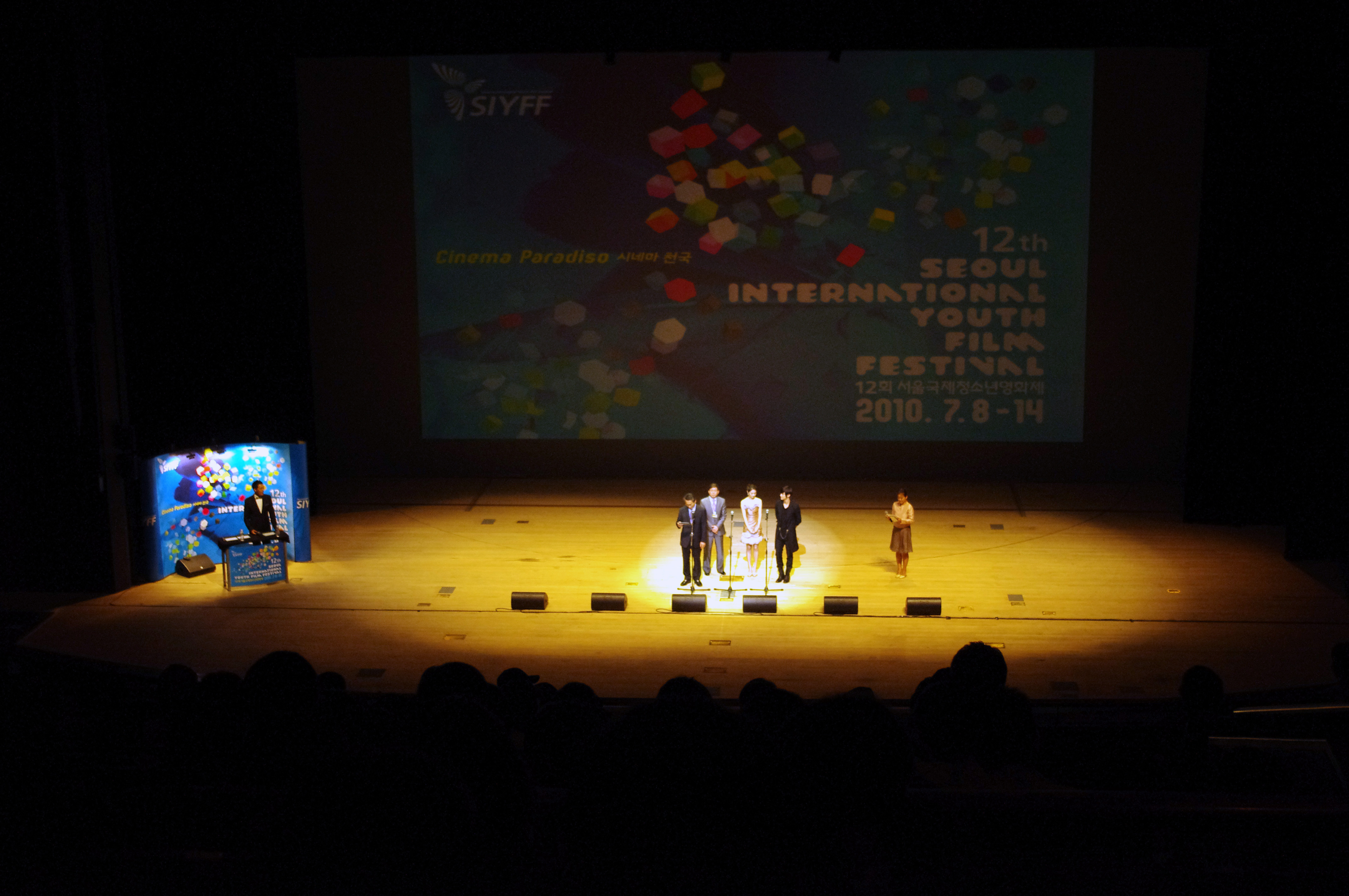
12회 서울국제청소년영화제 개막식

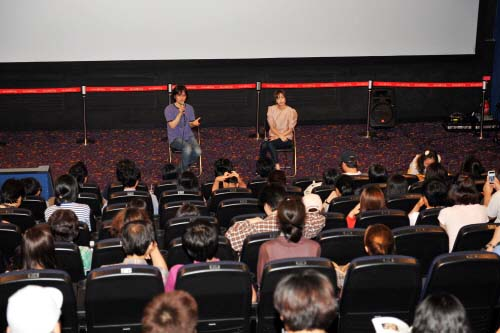
서울국제청소년영화제 씨네톡톡

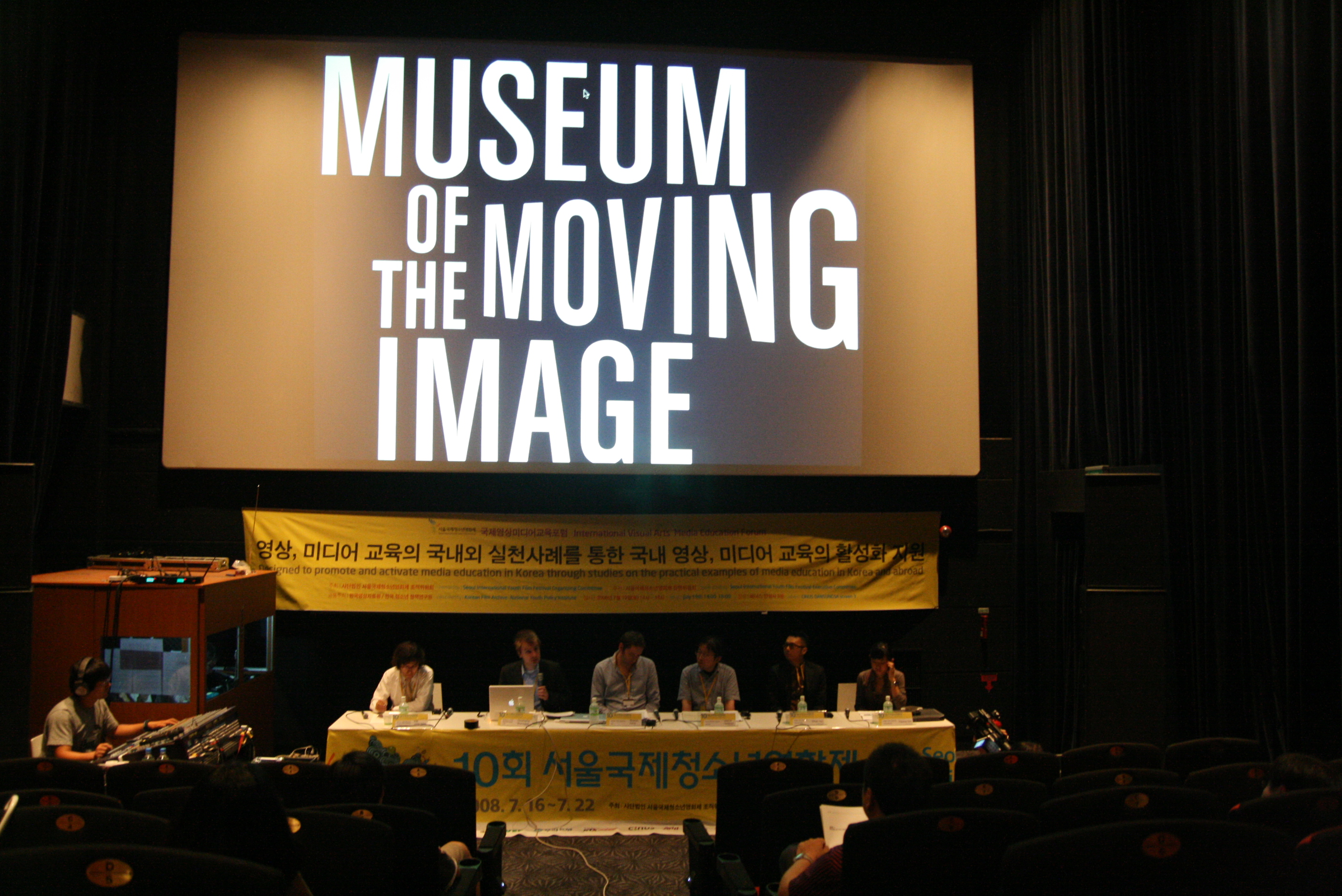
10회 서울국제청소년영화제 포럼

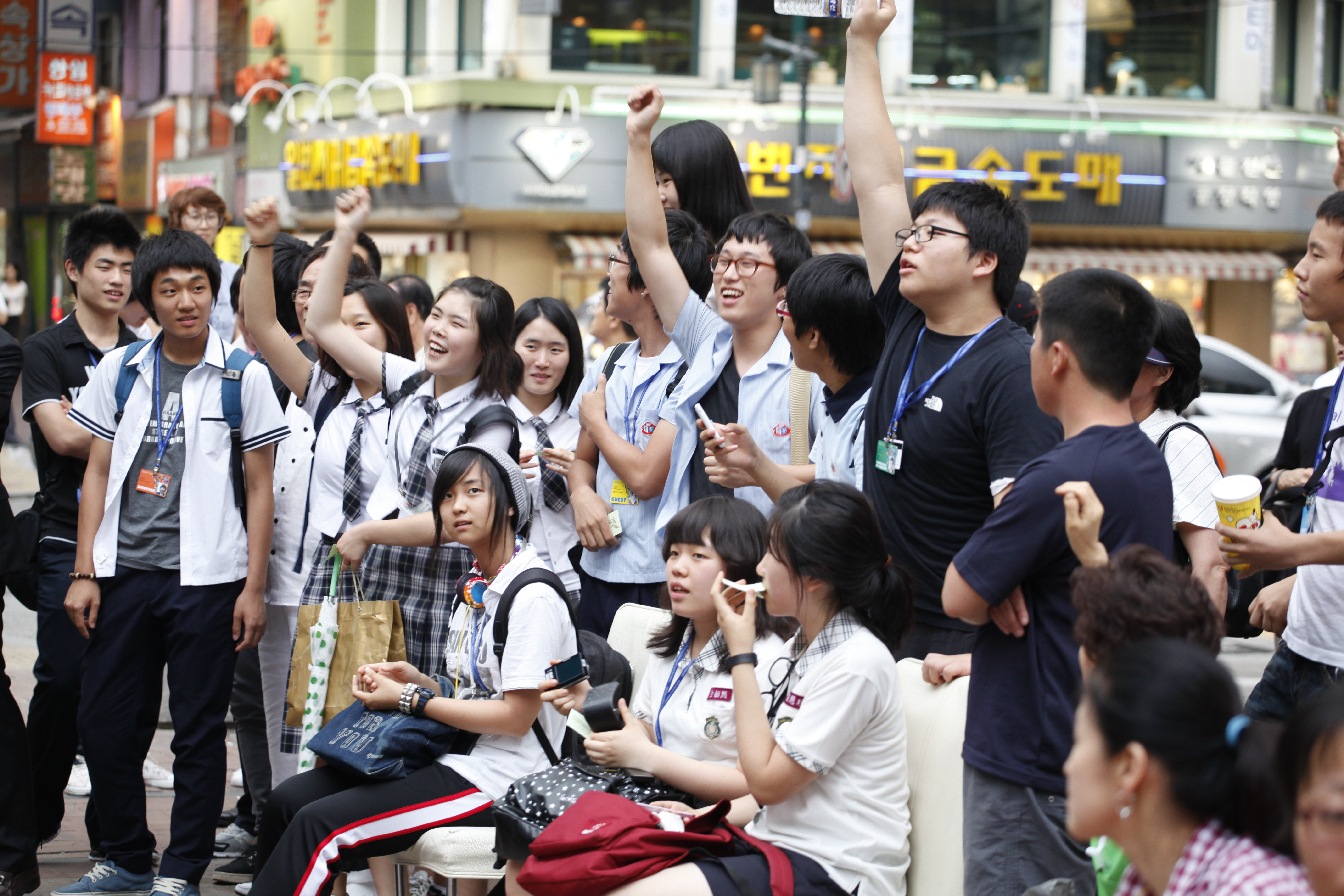
SIYFF 부대행사

## 특징
- 세계 성장 영화의 중심
- 영화인을 꿈꾸는 전 세계 청소년들의 소통의 한마당 (국제청소년영화캠프)
- 새로운 영상 세대의 종합 문화 축제
- 미래 영상 세대를 위한 교육의 장
- 영화제 후 전국 순회 상영, 해외 영화제 상영 실시

## 경쟁작 섹션

### 경쟁 9+
대상어린이 경쟁 섹션에 상영된 작품 중 최우수 작품에 수여되는 상
예술실험상영상 예술에 진취적이며 실험적인 재능을 선보인 작품에 수여
현실도전상현실에 대한 날카로운 시선을 견지하며 도전정신이 돋보이는 작품에 수여

### 경쟁 13+
대상청소년 경쟁 섹션에 상영된 작품 중 최우수 작품에 수여되는 상
예술실험상영상 예술에 진취적이며 실험적인 재능을 선보인 작품에 수여
현실도전상현실에 대한 날카로운 시선을 견지하며 도전정신이 돋보이는 작품에 수여
국제청소년심사단상국제청소년심사단이 선정한 (경쟁 13+) 최우수 작품에 수여되는 상

### 경쟁 19+
대상성인 경쟁 섹션에 상영된 작품 중 최우수 작품에 수여되는 상
예술실험상영상 예술에 진취적이며 실험적인 재능을 선보인 작품에 수여
현실도전상현실에 대한 날카로운 시선을 견지하며 도전정신이 돋보이는 작품에 수여

### 드림시어터
비경쟁 작품이 상영되는 섹션이다.

## 논란
횡령으로 인해 2018년 7월 김종현 위원장이 구속되고 관련 직원이 벌금형을 선고받는 등의 논란이 있다.

## 관련 행사
- 국제청소년영화캠프(International Youth Film Camp): 영화제 기간 동안 전 세계 청소년들이 모여 실질적인 영상 이론에 대한 강의를 듣고 영화 감상 및 토론을 진행한다. 그룹별로 아이디어를 모아 시나리오를 쓴 후 서울 곳곳에서 촬영을 하고 완성된 영화를 마지막날 극장에서 상영한다. 모든 과정은 한국어와 영어로 동시에 진행된다.
- 국제 영상미디어교육세미나(International Media Education Seminar): 세계 각 국의 영상/영화의 교육현장의 실무자들을 초청하여, 각 지역의 청소년 미디어 교육 프로그램과 현황을 공유하며 발전을 모색한다.
- GV(Guest Visit): 서울국제청소년영화제 상영작의 감독 및 출연진이 무대로 올라와 관객들과 나누는 대화. 영화를 본 후 영화에 얽힌 비하인드 스토리, 제작의도 등을 듣고 궁금한 점을 질문하며 감상의 깊이가 깊어지는 것을 느낄 수 있을 것이다. 영화를 보는 것뿐만 아니라 원작자와 소통하고 공감할 수 있는 기회. 감독, 출연진과 만나 이야기를 나눌 수 있는 GV는 영화 마니아들에게는 특히나 매력적인 이벤트이다.
- 씨네톡톡(Cine Talk Talk): 객석으로 내려온 수다! 서울국제청소년영화제에서는 영화 상영 후 해당 작품의 감독, 배우와 관객이 만나는 GV(Guest Visit)와 달리, ‘씨네톡톡’은 해당 작품에 참여한 감독, 배우가 아닌 2~3인의 영화인들이 관객과 함께 영화를 보고 자유로운 ‘토크쇼’ 시간을 가진다.
- 읽어주는 영화(Reading Movie): 서울국제청소년영화제에서 국내 최초로 도입한 Barrier Free (Barrier Free : 장애인이나 고령자 등 사회적 약자들의 사회생활에 지장이 되는 물리적, 사회적 장벽을 없애기 위한 운동) 영화로써 부모와 자녀들에게 폭발적인 반응을 이끌어냈던 ‘읽어주는 영화’가 더욱 알찬 프로그램으로 관객들 곁을 찾아간다. 시각장애우와 빠르게 지나가는 자막을 읽기 어려운 미취학 어린이, 노인층을 위해 전문 동화 구연가가 영화의 처음부터 끝까지 함께 하며 쉽고 재미있게 영화 내용을 해설해준다. ‘읽어주는 영화’를 통해 눈으로 영화를 보는 것 이상의 즐거움을 전하려고 한다.
- 거리축제: 영화제 기간 동안 거리에서 열리는 SIYFF만의 축제이다.